# Смит, Ронда
Ронда И. Смит (англ. Rhonda Y. Smith; в замужестве Банкеро (англ. Banchero); род. 1 мая 1973 года, в Сиэтле, штат Вашингтон) — американская профессиональная баскетболистка, выступала в женской национальной баскетбольной ассоциации. Она была выбрана на драфте ВНБА 2000 года в третьем раунде под 46-м номером клубом «Сакраменто Монархс». Играла на позиции центровой.

## Ранние годы
Ронда Смит родилась 1 мая 1973 года в Сиэтле, крупнейшем городе штата Вашингтон.

## Личная жизнь
Муж Ронды, Марио Банкеро, и его брат играли в американский футбол в NCAA за команду «Вашингтон Хаскис». Ронда и Марио познакомились во время учёбы в Вашингтонском университете. Сын Ронды, Паоло Банкеро, был выбран на драфте НБА 2022 года под общим первым номером клубом «Орландо Мэджик»